# 拉克鲁泽特
拉克鲁泽特（法語：Lacrouzette，法語發音：[lakʁuzɛt]）是法国奥克西塔尼大区塔恩省的一个市镇，属于卡斯特尔区。

## 地理
拉克鲁泽特（43°39'50"N, 2°20'54"E）面积28.77 平方千米，位于法国奧克西塔尼大區塔恩省，该省份为法国南部内陆省份，北起顺时针与阿韦龙省、埃罗省、奥德省、上加龙省和塔恩-加龙省接壤。
与拉克鲁泽特接壤的市镇（或旧市镇、城区）包括：勒贝、比尔拉茨、蒙特勒东拉贝索涅、罗克库尔布、瓦布尔。

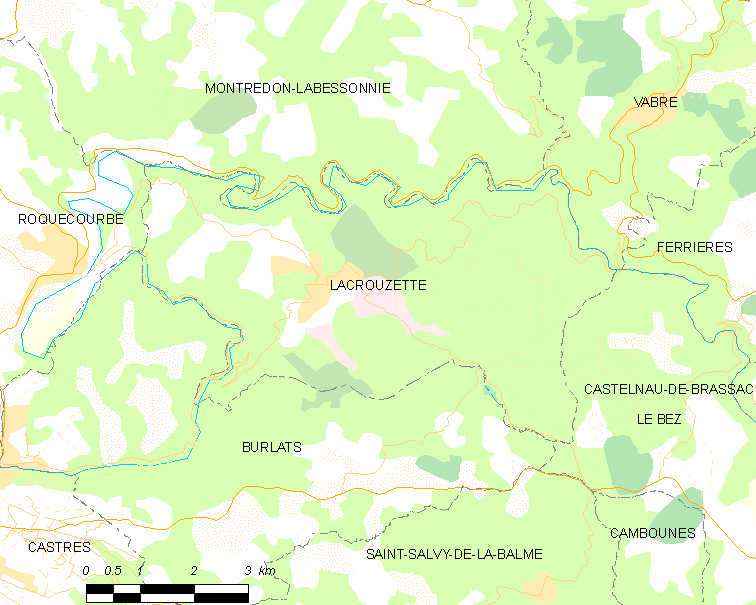
拉克鲁泽特的OSM定位图

拉克鲁泽特的时区为UTC+01:00、UTC+02:00（夏令时）。

## 行政
拉克鲁泽特的邮政编码为81210，INSEE市镇编码为81128。

## 政治
拉克鲁泽特所属的省级选区为奥克高地县。

## 人口

1962-2008年间拉克鲁泽特人口变化图示

拉克鲁泽特于2022年1月1日时的人口数量为1533人。